# Cúpula (geometria)
Em geometria, uma cúpula é um sólido formado pela união de dois polígonos, um (a base) com o dobro de arestas do outro, por uma banda alternada de retângulos e triângulos isósceles. Se os triângulos são equiláteros e os retângulos quadrados, enquanto a base e sua face oposta são polígonos regulares, as cúpulas triangulares, quadradas e pentagonais contam entre os sólidos de Johnson e podem ser formadas tomando seções do cuboctaedro, rombicuboctaedro, e rombicosidodecaedro, respectivamente.
Uma cúpula pode ser vista como um prisma onde um dos polígonos foi reduzido ao meio pela fusão de vértices alternados.
Uma cúpula pode receber um símbolo de Schläfli estendido {n} || t{n}, representando um polígono regular {n} unido por um paralelo de seu truncamento, t{n} ou {2n}.
As cúpulas são uma subclasse dos prismatoides.
Seu dual contém uma forma que é uma espécie de uma solda entre a metade de um trapezoedro de lado n e uma pirâmide de lado 2n.